# Al-Wahda-Stausee
Der al-Wahda-Stausee (arabisch سد الوحدة Sadd al-Waḥda = „Damm der Einheit“) liegt in den südlichen Ausläufern der Gebirgskette des Rif bzw. am östlichen Rand der Gharb-Ebene in den Regionen Fès-Meknès (ca. 98 %) und Tanger-Tétouan-Al Hoceïma (ca. 2 %) im Norden Marokkos; er liegt nördlich der Flussebene des Sebou.

## Geschichte
Im Jahr 1988 wurde auf die Empfehlung des Obersten Rates für Wasserwirtschaft und Klimaforschung mit dem Bau begonnen; 1996 wurde der Probebetrieb aufgenommen und im März 1997 wurde das Projekt durch König Hassan II. offiziell eingeweiht.

## Maße
Die aus ca. 28 Mio. m³ gestampfter Erde mit einer Betonabdeckung von 720.000 m³ bestehende Gewichtsstaumauer ist etwa 88 m hoch und 2600 m lang; an ihrer Basis ist sie von der Abflussseite bis zur Mauerseite des Stausees etwa 300 m breit angelegt und an der abgeflachten Dammkrone, die mit einer Straße versehen ist und auf der Stauseeseite mit einer Mauer abschließt, etwa 50 m breit. Die Überlaufrinne zur Hochwasserentlastung führt mit einer Breite von 100 m über die Mauerkrone, die Länge der Rinne beträgt 650 m. Damit ist der al-Wahda-Stausee – vor dem Al-Massira-Stausee – der größte im Königreich Marokko.

## Funktionen

### Bewässerung
Die Talsperre dient der Bewässerung und Energieerzeugung und wird vom Ministerium für Wasserwirtschaft und Klimaforschung in Rabat betrieben. Der Stausee wird vom Fluss Ouerrha gespeist und erlaubt durch seine ideale, natürliche Lage und Beschaffenheit die nahezu vollständige Kontrolle über die Wassermassen des Flusses.
Dadurch wurde die Bewässerung großer landwirtschaftlicher Flächen möglich, die bisher kaum genutzt wurden: Über 100.000 ha Brachland konnten so in der Gharb in produktives Ackerland verwandelt werden, sowie 15.000 ha im flussabwärts gelegenen Tal des unteren Ouerrha-Flusses. Die landwirtschaftliche Produktion Marokkos konnte dank dieses Projekts entscheidend gesteigert werden: Der Ertrag an industriell angebauten Agrarprodukten wie Getreide oder Feldfrüchten stieg nach der Inbetriebnahme des Dammes von 1996 bis 2006 um 1,13 Mio. Tonnen pro Jahr. Die Obst- und Gemüseproduktion konnte um 465.000 Tonnen gesteigert werden und die jährliche Reisernte nahm immerhin um 27.000 Tonnen zu. Gleichzeitig konnten die Milchbauern ihr Ergebnis um 173 Mio. Liter pro Jahr steigern. Mit der Steigerung der Erträge ergab sich auch eine beachtliche Verbesserung der Einkommenssituation der Bauern – der Nettogewinn pro Produktionseinheit vervierfachte sich im Durchschnitt.

### Energieerzeugung
Zusätzlich zur Gewinnung und Speicherung von Wasser für die Landwirtschaft dient der Damm auch der Energieerzeugung: Das al-Wahda-Kraftwerk steuert mit seinen drei 80 MW-Francisturbinen nominell 22 % der gesamten installierten hydro-elektrischen Kraftwerksleistung in Marokko bei und speist im Jahresdurchschnitt seit 1996 rund 400 Mio. kWh pro Jahr in das nationale Stromnetz ein, was 16 % der Gesamtleistung aller marokkanischen Wasserkraftwerke entspricht. Dabei wird das Kraftwerk hauptsächlich zum Abfangen von Bedarfsspitzen eingesetzt, über das ganze Jahr verteilt kommt so eine Laufzeit von 2000 bis 3000 Stunden zusammen.

### Schutz vor Überschwemmungen
Ein positiver Nebeneffekt des Dammes ist die Reduktion der Schäden, die bisher durch Überschwemmungen in der Ebene von Gharb durch den Oued Ouerrha verursacht wurden. Der Stausee verfügt über große Hochwasserreserven, durch die plötzliche Regenfälle zurückgehalten werden können. Im Laufe eines Winters passieren bis zu 1000 Millionen Kubikmeter Wasser die Überlaufrinne des Stausees – durch geschicktes Pegelmanagement und kontrolliertes Ablassen des Hochwassers konnten dennoch die Überschwemmungen in der Ebene von Gharb um 90 % reduziert werden.

### Trinkwasserversorgung
Darüber hinaus liefert der Damm bis zu 600 Mio. m³ Wasser pro Jahr an die Stadt und Region von Casablanca, das dort als Trinkwasser sowie für die Industrie Verwendung findet, und an die Region im Süden von Rabat, wo es vorwiegend zur landwirtschaftlichen Bewässerung eingesetzt wird.